# Tafí Viejo (departement)
Tafí Viejo is een departement in de Argentijnse provincie Tucumán. Het departement (Spaans:  departamento) heeft een oppervlakte van 1.210 km² en telt 108.017 inwoners.

## Plaatsen in departement Tafí Viejo
- Anca Juli
- El Cadillal
- La Esperanza
- Las Talitas
- Los Nogales
- Raco
- Tafí Viejo